# Musculus salpingopharyngeus
Der Musculus salpingopharyngeus (lat. für „Tuben-Rachen-Muskel“) ist ein Skelettmuskel des Kopfes. Er entspringt am unteren Teil des Knorpels der Eustachi-Röhre (Tuba auditiva) und zieht abwärts, wo er sich mit dem Hinterstrang des Musculus palatopharyngeus vereinigt. Der Muskel hebt Rachen und Kehlkopf beim Schluckakt an. Außerdem spannt er die Plica salpingopharyngea und ermöglicht so ein dichtes Abschließen der Luftröhre durch den Kehldeckel. Die Innervation erfolgt durch das Rachengeflecht (Plexus pharyngeus), hauptsächlich über Fasern des Nervus vagus (Hirnnerv X).